# Сент-Роберт (Міссурі)
Сент-Роберт (англ. St. Robert) — місто (англ. city) в США, в окрузі Пуласкі штату Міссурі. Населення — 5192 особи (2020).

## Географія
Сент-Роберт розташований за координатами 37°49′24″ пн. ш. 92°9′0″ зх. д. / 37.82333° пн. ш. 92.15000° зх. д. (37.823337, -92.149948).  За даними Бюро перепису населення США в 2010 році місто мало площу 20,31 км², з яких 20,28 км² — суходіл та 0,02 км² — водойми.

## Демографія
Згідно з переписом 2010 року, у місті мешкало 4340 осіб у 1827 домогосподарствах у складі 1080 родин. Густота населення становила 214 особи/км².  Було 1992 помешкання (98/км²).
Расовий склад населення:
| - 61,1 % — білих - 22,1 % — чорних або афроамериканців - 5,8 % — азіатів - 0,9 % — вихідців з тихоокеанських островів - 0,4 % — корінних американців - 3,1 % — осіб інших рас |

До двох чи більше рас належало 6,7 %. Частка іспаномовних становила 11,0 % від усіх жителів.
За віковим діапазоном населення розподілялося таким чином: 28,0 % — особи молодші 18 років, 65,9 % — особи у віці 18—64 років, 6,1 % — особи у віці 65 років та старші. Медіана віку мешканця становила 30,1 року. На 100 осіб жіночої статі у місті припадало 104,4 чоловіків;  на 100 жінок у віці від 18 років та старших — 103,1 чоловіків також старших 18 років.
Середній дохід на одне домашнє господарство  становив 55 411 долар США (медіана — 46 846), а середній дохід на одну сім'ю — 66 786 доларів (медіана — 55 750). За межею бідності перебувало 22,7 % осіб, у тому числі 34,8 % дітей у віці до 18 років та 11,3 % осіб у віці 65 років та старших.
Цивільне працевлаштоване населення становило 1445 осіб. Основні галузі зайнятості: публічна адміністрація — 19,8 %, мистецтво, розваги та відпочинок — 19,4 %, освіта, охорона здоров'я та соціальна допомога — 18,9 %.